# Австро-румунський союз
Австро-румунський союз — підписаний у Відні 30 жовтня 1883 року терміном на 5 років з автоматичним продовженням на 3 роки, якщо його не денонсує жодна зі сторін за рік до завершення терміну. Оформлював приєднання Румунського королівства до Троїстого союзу та закріплював її політичну залежність від австро-німецького блоку. Був укладений за наполяганням румунського короля Карла Гогенцоллерна тісно пов'язаного з правлячими колами Німецької імперії. За ним Австро-Угорщина зобов'язувалася надати допомогу Королівству Румунія в разі неспровокованого на ту нападу, зі свого боку Румунське королівство зобов'язувалjся виступити на підтримку Австро-Угорщини та її союзників у випадку війни з Російською імперією. Після продовження у 1892 році, 1902 та 1913 роках австро-румунський союз діяв до вступу Королівства Румунія у Першу світову війну на боці Антанти 27 серпня 1916 року.